# Aufhofener Weiher
Der Aufhofener Weiher ist ein kleiner See innerhalb der Gemeinde Egling (Ortsteil Aufhofen) im bayerischen Oberland etwa acht Kilometer nordöstlich von Wolfratshausen.
Am Westufer des Weihers gibt es eine Badestelle, das restliche Ufer ist überwiegend von Schilf bewachsen.